# Dolné diery

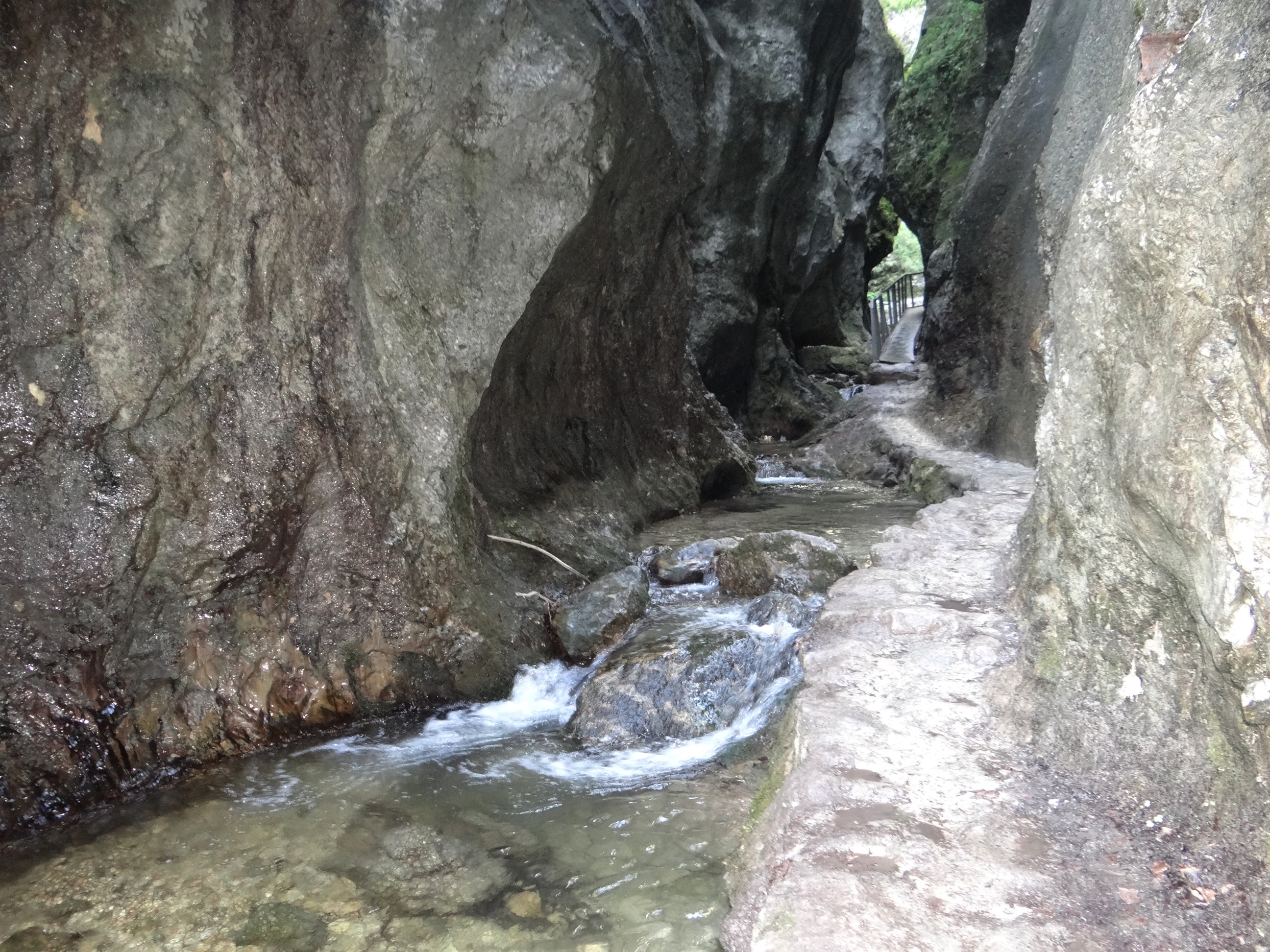

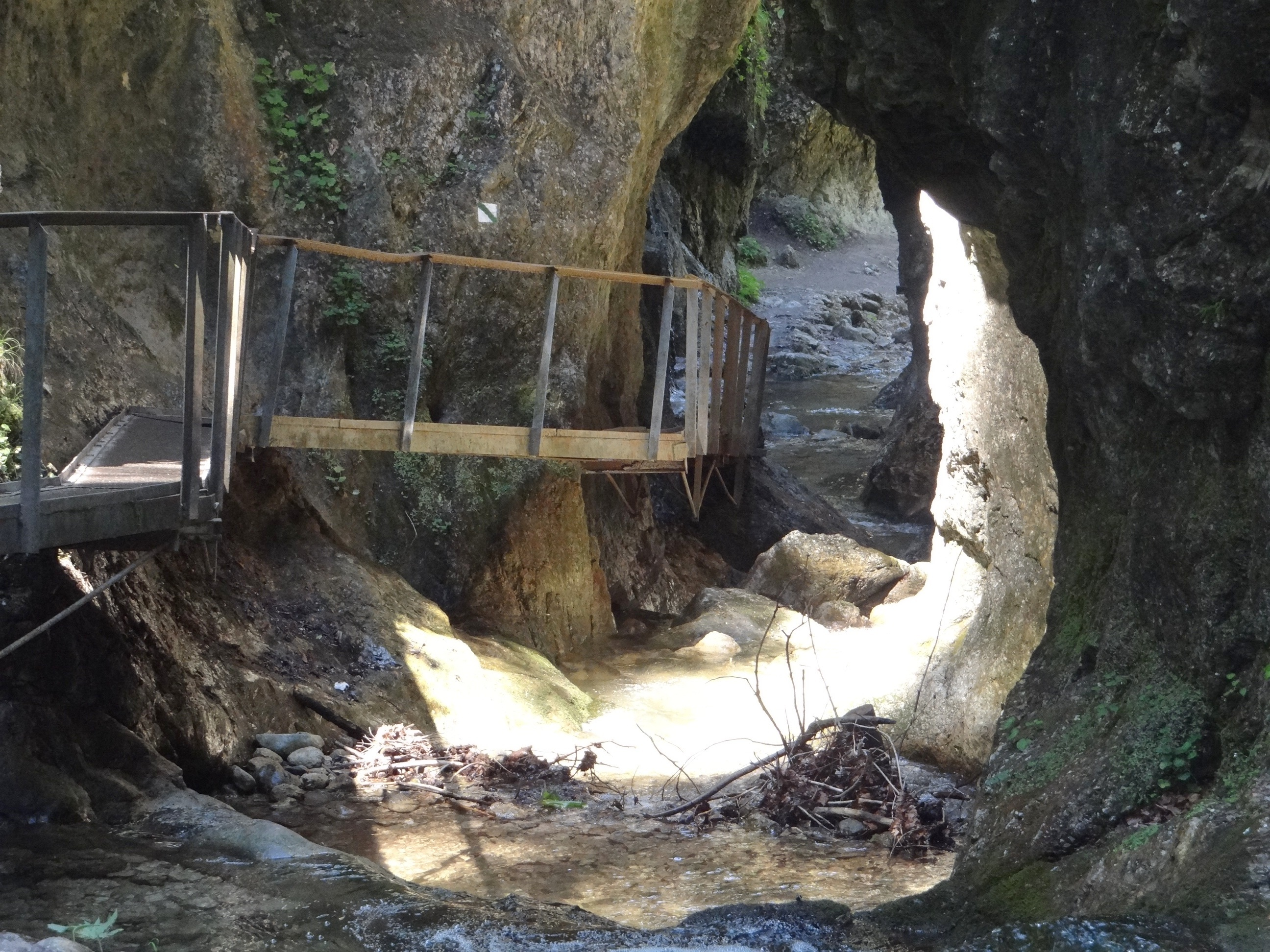

Dolné diery – skalny wąwóz i kanion w Krywańskiej części Małej Fatry na Słowacji. Położony jest pomiędzy masywami Małego i Wielkiego Rozsutca oraz Bobotów. Nazwa w języku słowackim oznacza po prostu "Dolne dziury", co dobrze oddaje charakter tego miejsca.
Dolné diery to jeden z trzech wąwozów (Dier) wyżłobionych przez Dierový potok, pozostałe to Horné diery i Nové diery. W ciągu setek tysięcy lat Dierový potok wyżłobił bardzo urozmaicony relief, pełen załomów, cienistych szczelin, przewieszek i skalnych filarów, skalnych tuneli, gwałtownych zwężeń i niespodziewanych rozszerzeń doliny. Dno wąwozu poprzegradzane jest ciągami skalnych progów i wodospadów. W Dolnych dierach są dwa większe wodospady (wys. 1 i 3,5 m), pod którymi woda wymyła klasyczne kotły eworsyjne. Obydwa są pomnikami przyrody. Jest też kilka mniejszych wodospadów. Wąwozem prowadzi szlak turystyczny, Wszystkie trudniejsze miejsca są zabezpieczone poręczami, a przejście ułatwiają schodki, drabinki i pomosty, w większości stalowe. Miejscami spomiędzy skał widoczne są Boboty.
Ze względu na stosunkowo niskie temperatury, panujące tu w okresie wegetacyjnym, znaczne zacienienie i wilgotność, można tu zaobserwować zjawisko odwrócenia pięter roślinnych. W niżej położonych obszarach (650–850 m n.p.m.) znajdziemy tu szereg gatunków roślin górskich i alpejskich. Jednocześnie na turniach i skalnych półkach, wysoko ponad dnem wąwozów, rosną tu reliktowe okazy sosny zwyczajnej
Całość obszaru Dier znajduje się na terenie Parku Narodowego Mała Fatra, w granicach rezerwatu przyrody Rozsutec.
Dolné diery można zwiedzać z dwóch turystycznych osad w miejscowości Terchová; Biely potok lub Štefanová. Bliżej jest z Bielego potoku. Z osady tej (parking) szlak turystyczny prowadzi doliną Dierovego potoku do rozdroża Ostrvné. Od tego miejsca w górę prowadzą dwa szlaki turystyczne; niebieski przez Dolné diery, żółty przez Nové diery.

## Szlak turystyczny
Biely Potok – Ostrvné – Dolné diery – Podžiar – Horné diery – Pod Palenicou – Tesná rizňa – Pod Tanečnicou – Medzirozsutce. Czas przejścia 2.30 h, 2.10 h